# Оліан (Міссурі)
Оліан (англ. Olean) — селище (англ. village) в США, в окрузі Міллер штату Міссурі. Населення — 114 особи (2020).

## Географія
Оліан розташований за координатами 38°24′37″ пн. ш. 92°31′48″ зх. д. / 38.41028° пн. ш. 92.53000° зх. д. (38.410357, -92.530003).  За даними Бюро перепису населення США в 2010 році селище мало площу 0,45 км², уся площа — суходіл.

## Демографія
Згідно з переписом 2010 року, у місті мешкало 128 осіб у 57 домогосподарствах у складі 29 родин. Густота населення становила 286 осіб/км².  Було 67 помешкань (150/км²).
Расовий склад населення:
| - 90,6 % — білих - 5,5 % — чорних або афроамериканців |

До двох чи більше рас належало 3,9 %. Частка іспаномовних становила 3,1 % від усіх жителів.
За віковим діапазоном населення розподілялося таким чином: 21,1 % — особи молодші 18 років, 70,3 % — особи у віці 18—64 років, 8,6 % — особи у віці 65 років та старші. Медіана віку мешканця становила 42,5 року. На 100 осіб жіночої статі у місті припадало 113,3 чоловіків;  на 100 жінок у віці від 18 років та старших — 114,9 чоловіків також старших 18 років.
Медіана доходів становила 27 188 доларів для чоловіків та 25 156 доларів для жінок. За межею бідності перебувало 24,2 % осіб, у тому числі 63,2 % дітей у віці до 18 років та 0,0 % осіб у віці 65 років та старших.
Цивільне працевлаштоване населення становило 42 особи. Основні галузі зайнятості: публічна адміністрація — 38,1 %, виробництво — 16,7 %, мистецтво, розваги та відпочинок — 16,7 %.